# Deanna Nolan
Deanna Nicole Nolan (* 25. August 1979 in Flint, Michigan, Vereinigte Staaten) ist eine professionelle Basketball-Spielerin. Zurzeit spielt sie für die für UGMK Jekaterinburg in der Euroleague Women und in der russischen Basketball-Superleague. In der Women’s National Basketball Association spielte sie zuletzt in der Saison 2009 für das Team der Detroit Shock.

## Karriere

### College
Deanna Nolan spielte bis 2001 für die Lady Bulldogs, dem Damen-Basketballteam der University of Georgia. In ihrer Zeit am College gewann sie mit den Lady Bulldogs 86 von 98 Spielen.

### Women’s National Basketball Association
Nolan wurde im WNBA Draft 2001 von den Detroit Shock an sechster Stelle ausgewählt.
In der Saison 2003 konnte sie erstmals mit den Shock eine WNBA-Meisterschaft gewinnen. In der Saison 2006 schaffte sie mit den Shock abermals den Sprung in die Finals, wo sie mit den Shock auf die Sacramento Monarchs traf. Die Shock gewannen die Finals mit 3:2, was sie vor allem Nolan zu verdanken hatten, die den besten Punkteschnitt und Stealsschnitt aller Shock-Spielerinnen hatte. Ihre Leistungen blieben nicht unbelohnt, denn Nolan wurde zum Finals MVP ernannt. Nach der Saison 2009 beendete sie ihre Karriere in der WNBA um sich auf ihre Einsätze in Europa zu konzentrieren. Bis zu diesem Zeitpunkt bestritt sie in 9 WNBA-Saisons in der regulären Saison 293 Spiele, dabei stand sie 266 Mai in der Startformation und erzielte 3971 Punkte, 1112 Rebounds und 930 Assists. In 48 Playoff-Partien (davon 48 in der Startformation) erzielte sie 867 Punkte, 210 Rebounds und 161 Assists.

### Europa
In der Saisonpause der WNBA spielt Nolan wie viele WNBA-Spielerinnen regelmäßig in Europa. Seit dem Jahr 2002 stand sie dabei für Teams aus Italien, Spanien, Israel, Tschechien und Russland auf dem Platz. Seit 2007 spielt sie für das russische Spitzenteam UGMK Jekaterinburg, seit 2009 sogar ausschließlich.

### Nationalmannschaft
Nolan wurde trotz ihrer starken Leistungen 2008 nicht ins Basketballteam der Vereinigten Staaten einberufen. Da sie seit 2007 auch im Besitz einer russischen Staatsbürgerschaft ist, bestand noch die Möglichkeit für die russische Basketballnationalmannschaft bei den Olympischen Spielen 2008 in Peking anzutreten. Neben Nolan versuchte auch Becky Hammon aus denselben Gründen für Russland anzutreten. Die russische Basketballnationalmannschaft, die nur eine der beiden für die Olympischen Spiele einberufen konnte, entschieden sich am Ende für Hammon.

“They (Russian officials) said if I don't go, it won't jeopardize me losing my (Russian) passport. I'm an alternate. Only one foreign player with a passport can play (per team in Olympics), and they want Becky Hammon, a point guard. I'd only play if she got hurt.”

„Sie (russische Offizielle) sagten mir, wenn ich nicht antrete (bei den Olympischen Spielen), wird das nicht meine russische Staatsbürgerschaft gefährden. Ich bin eine Alternative. Nur eine ausländische Spielerin mit einer anderen Staatsbürgerschaft kann spielen (pro Nation bei den Olympischen Spielen) und sie entschieden sich für Becky Hammon, einem Point Guard. Ich werde nur spielen, wenn sie verletzungsbedingt ausscheidet.“